# 筋肉擂台
《筋肉番付》（きんにくばんづけ），是日本TBS電視台每週播放一次的電視節目，也是TBS的招牌體育綜藝節目。《筋肉番付》系列包括其後續節目《體育王國》（たいいくおうこく）及《黃金筋肉》（ゴールデンマッスル）。本節目的衍生構想《筋肉音樂劇》，至2011年底前也持續公演中。台灣譯為《挑戰冠軍王》，香港譯為《筋肉擂台》。
季節性的特別節目則有《超級運動王》（最強の男は誰だ!壮絶筋肉バトル!!スポーツマンNo.1決定戦）、《極限體能王SASUKE》、《女子版極限體能王》等。

## 筋肉番付

### 主持人
- 古館伊知郎（日语：古舘伊知郎）()
- 峰龍太（日语：峰竜太）()
- 神田宇乃(神田うの)
- 中山·艾米莉（日语：中山エミリ）()

#### 旁白
- 松尾貴史（日语：松尾貴史）（節目初期 - 1998年間）
- 垂木勉（1998年間 - 節目結束，後續體育王國、黃金筋肉、極限體能王SASUKE第10屆 - 第15屆之旁白皆持續擔任）

### 競技項目

#### 九宮格系列
利用12顆球（原則上）命中9塊目標，若剩餘球數低於未命中目標數則挑戰結束。
STRUCK OUT（日文：ストラックアウト／臺灣：棒球九宮格／香港：勁力聚焦九宮格）（棒球、壘球）
於投手丘上打擊本壘板上方配置為3×3的9塊保麗龍板。獎金200萬日圓。
此挑戰起初為第一屆「超級運動王」的試驗挑戰項目，比賽規則為在不撞擊邊框下，分別擊中9塊保麗龍板即算過關（因擊中邊框有可能造成全部的保麗龍板落下）。
第一代版本無法一次擊中兩格（一箭雙鵰）；第二代版本則將縱向邊框拿掉，只剩下兩個橫向邊框，亦代表橫向可以一箭雙鵰；第三代版本則將大部分的邊框拿掉，僅存5號外圍有邊框，形成一「回」字型的樣貌，此版本為使用期間最長的一個。
節目後續也引進不同的變種版本：配置為2×2的4塊保麗龍板，外圍設置如烏龜的頭與四肢的「STRUCK TURTLE」（日文：ストラックアウト・タートル，獎金300萬日圓）、配置為十字型的「STRUCT OUT CROSS」（日文：ストラックアウト・クロス，獎金200萬日圓）、配置為5×5，共25塊保麗龍板的「STRUCK OUT BINGO」（第一代，日文：ストラックアウト・ビンゴ，最高獎金1000萬日圓，但只要有一個賓果就可以拿到50萬日圓，並且有可能一次擊中4塊保麗龍板）、配置為4×4，共16塊保麗龍板的「STRUCK OUT BINGO」（第二代、第三代，兩代差別為邊框配置不同，最高獎金500萬日圓）。其中的賓果版本，規則改為配額制，在指定球數內要至少擊中幾個目標才能邁入下一個區塊。
2001年，製作單位推出「STRUCK OUT 2001」，與第三代版本類似，但中間的5號縮小，並改為圓形，過關者獎金150萬日幣。此版本並同時設置「終極挑戰」（アルティメットチャレンジ），只給兩球機會，擊中本壘板上節目吉祥物「金剛」手上的圓形目標（大小如前者的5號），過關者獎金加倍為300萬日幣，失敗者獎金折半為75萬日幣（若未挑戰，仍可拿到獎金150萬日幣）。
2002年，製作單位再推出「STRUCK OUT 2002」。其中的1～8號保麗龍板，皆有可能一箭雙鵰，其中的偶數號板子增大；右下角的9號，則是弄成如同2001年版5號的圓形，擊中難度較高。
後續的體育王國、黃金筋肉皆有此挑戰項目。
2012年12月8日起播放的「體能爆發中」（炎の体育会TV），棒球九宮格再次復活，名稱為「ストラックアウト2012」，後續命名皆以該年年份為主。規則與九宮格設置與第三代版本一模一樣，但獎金降為100萬日圓。若挑戰失敗，但有達成兩條賓果者，仍可拿到10萬日圓。
KICK TARGET（日文：キックターゲット／臺灣：足球九宮格／香港：百步穿楊射穿牆）（足球）

9 HOOPS（日文：ナインフープス／臺灣：籃球九宮格／香港：百發百中射籃框）（籃球）

SERVICE ACE（日文：サービスエース／臺灣：網球九宮格／香港：拍姜咁拍連環擊）（網球）

NIPPON チャチャチャ（日文：ニッポンチャチャチャ／臺灣：排球九宮格）（排球）

PUNCH OUT（日文：パンチアウト／臺灣：保齡球九宮格／香港：阻頭阻勢碌餐懵）（保齡球）

BIG ARCH（日文：ビッグアーチ／臺灣：待查）（棒球）

LONG SHOOT（日文：ロングシュート／臺灣：待查）（足球）

SUPER TOUCHDOWN（日文：スーパータッチダウン／臺灣：待查）（橄欖球）

SUPER DIVE '97（日文：スーパーダイブ97／臺灣：跳水九宮格／香港：高台跳水斗一番）（跳水）

アタックチャチャチャ（臺灣：沙灘排球九宮格）（排球）
兩人一組的比賽。將發球機反覆發出來的球，由舉球員先接住、托球後，再由攻手擊向對面的圓形號碼版，但無法一箭雙鵰。獎金200萬日圓。
UFO（日文：ユーフォー／臺灣：飛盤九宮格）（飛盤）
將飛盤射中遠方平分成8等份的圓形目標物及圓中心的「金剛君」。獎金200萬日圓。完全制霸者1人。
BALLOON SHOOTER（日文：バルーンシューター／臺灣：高爾夫九宮格）（高爾夫球）
利用高爾夫球，打破遠方的9顆巨大氣球。一球有可能一次打破兩顆氣球。獎金200萬日圓。
GAME MAKER（日文：ゲームメーカー／臺灣：待查）（足球）

SPREY HITTER（日文：スプレーヒッター／臺灣：待查）（棒球）

HUSTLER（日文：ハスラー／臺灣：撞球九宮格）（撞球）

魚釣り九兵衛（臺灣：釣魚九宮格）

#### 其他競技
代表性的競技項目有：
- 層層疊包剪揼：由下至上将积木打走，最后筋肉人公仔留在台上者过关
- 倒行逆施闖十關：用双手支撑身体倒立，很讲体力和意志，技巧也十分重要。已有多人挑戰成功，而佈境亦已作多次轉換。
- 百步穿楊射穿牆：射中全中9格（9足球）可得200萬日圓，技术和运气都很重要
- 勁力聚焦九宮格：初时为井字分隔，由于无人挑战成功，后来减少垂直二条。射中全中9格(9棒球)可得200萬日圓，技术和运气都很重要
- 掌上智人勇：做掌上壓，技术不高的游戏，非常考验耐力。
- 搖搖板好難玩：兩人站在搖搖板，在限時60秒內，先由其中一人拿起木桶再交予另一人，再由另一人放下木桶，然後板上兩人再走回搖搖板中間
- 高腳七走天涯：要踩着高跷通过，要很高技巧
- 掌上三色冰（決賽前稱掌上智人勇）：兩人（台主及挑戰者）在3分鐘內完成掌上壓，次數最多者為勝（成為新台主）
- 浮浮沉沉水上飄：坐在特大水杯上，不得碰撞任何物件，用桨划到终点
- 忍者跳跳跳：双腿附在两壁上跳跃过关。共分三階段，第一階段有三級，第二階段有四級，第三階段有五級，完成每一階段的挑戰者可進入下一階段
- 百發百中射籃框：射中全中9籃球框可得200萬日圓，技术和运气都很重要。后期加强难度，各篮球框不规则移动
- 一堆冧巴諗上腦：考驗參賽者的記憶力，第一階段3秒記7個數字；第二階段5秒記11個數字；第三階段7秒記15個數字。至今只有一人挑戰成功。
- 越来越野单车赛：骑单车通过十个特殊障碍。
- 兜兜轉轉輪流轉：單輪車項目，已多次轉換場境。
- 超级无敌大剑球：挥动巨型日本剑球
- 拍姜咁拍连环击：使用网球打击目标
- 步步为营脚震震：踩住巨型骨牌到达目标
- 阻头阻势碌餐懵：用保龄球打倒摆设古怪的球樽
- 一柱擎天关过关：通过用手支撑垂直的铁杆到达终点
- 巨球滾滾好難企穩：參賽者坐住一個巨型塑膠球通過障礙，很讲平衡力

## 體育王國
自2002年10月12日至2003年9月13日播放，節目內容是《筋肉擂台》的延續，更強調參與者的安全。代表性的競技項目有：
- 猴子鳥（モンキーバーズ）
- 野蠻實驗室（ブルータルラボ）：知名職業運動員的體能測試
- 投球巡業

## 黄金筋肉
自2003年10月15日至2004年6月29日播放。節目開始的前半年是《筋肉擂台》、《體育王國》時期的競技項目，2004年4月起改為格鬪技內容。代表性的競技項目有：
- SASUKE TRIAL（第13屆極限體能王「SASUKE 2004」預賽，前30名取得正式比賽的權利）
- 潘克拉辛